# 仙台 - 首都圏線
仙台 - 首都圏線（せんだい・しゅとけんせん）は、首都圏（東京都、神奈川県横浜市）と宮城県仙台市（一部は大崎市）とを結ぶ、ジェイアールバス東北が運行する高速路線バスである。
2016年（平成28年）10月1日より、東京都渋谷区（バスタ新宿）と宮城県仙台市を結ぶ昼行便仙台・新宿号（せんだい・しんじゅくごう）、夜行便ドリーム政宗号（ドリームまさむねごう）、神奈川県横浜市と宮城県仙台市を結ぶ夜行便ドリーム横浜・仙台号（ドリームよこはま・せんだいごう）、東京都と宮城県大崎市を結ぶ夜行便ドリームササニシキ号（ドリームササニシキごう）、そして東京駅発着の繁忙期運行便仙台・東京号（せんだい・とうきょうごう）の路線名称が統合された。
2020年（令和2年）3月29日より、仙台・新宿号の一部便が羽田空港に延伸し、仙台・羽田号（せんだい・はねだごう）の愛称が付けられる とともに、夜行便にドリームの愛称が復活した。
なお、本項では2008年3月31日までJRバス東北と東北急行バスにより共同運行されていた政宗号（まさむねごう）についても記載する。
各系統とも全席指定制なので、あらかじめ乗車券を購入しなければならない。

## 概要
1990年（平成2年）8月10日、仙台と新宿 を直結する初の定期高速路線として、JRバス東北・JRバス関東の2社に以前より東京・仙台間の高速バス（現在の「スイート号」）を運行していた東北急行バスを加えた3社で「政宗号」（昼行便）の運行を開始した。愛称名は、独眼竜の異名で知られる初代仙台藩主伊達政宗に由来する。
JRバス関東は1992年（平成4年）に撤退。同社運行分はJRバス東北に移管された。
その後停留所増設や増便などが行われたものの、長く昼行便のみの運行が続いていたが、2003年（平成15年）4月1日に、JRバス東北が夜行便「ドリーム政宗号」の運行を開始した（運行開始当初は昼行便と同様の4列シート車を充当していた）。それまで仙台と東京を結ぶ夜行高速バスは東北急行バスの「スイート号」のみであったため、新たな夜行路線は好評をもって迎えられ、翌2004年（平成16年）には女性専用車（のち「レディースドリーム政宗号」）の運行も開始。2005年（平成17年）には夜行便の車両が独立3列シート化された。なお、女性専用車の設定は2008年（平成20年）2月29日の出発便をもって終了している。
また、2005年（平成17年）には京浜急行バス（のち京急観光バスに移管→撤退）との共同運行で仙台と品川・横浜を結ぶ「ドリーム横浜・仙台号」、古川・泉中央 と東京を結ぶ「ドリームササニシキ号」もそれぞれ運行を開始した。
しかし、その後格安ツアーバスの台頭により、特に昼行便の利用が急激に減少した。そうした中、2008年（平成20年）3月31日をもってJRバス東北・東北急行バスの2社による共同運行を終了。以降はJRバス東北が「仙台・新宿号」（昼行便）と「ドリーム政宗号」（夜行便）を、東北急行バスは「ネオスイート号」（昼行便）をそれぞれほぼ同じ区間 で運行。「ネオスイート号」は短命に終わった が、「仙台・新宿号」「ドリーム政宗号」は運賃をツアーバスとほぼ同水準に引き下げたことにより利用が回復、現在に至るまで堅調に推移している。
なお、2016年（平成28年）4月4日より「仙台・東京号」（週末等のみ運行）も設定されている。
羽田空港の発着枠拡大に伴う今後の需要拡大を見込み、2020年（令和2年）3月29日には昼行便の一部（1日2往復）を羽田空港に延伸し、「仙台・羽田号」として運行を開始した。

## 運行会社
- ジェイアールバス東北（仙台支店）
  - ドリーム古川仙台・東京号（当時。旧・ドリームササニシキ号）は古川営業所の担当であったが、同営業所の廃止に伴い2020年10月1日以降は仙台支店に移管された。
- 京成バス千葉イースト（成田空港営業所）（ドリーム仙台・東京成田号をジェイアールバス東北と隔日運行）2025年4月1日〜運行。

※東京側の運行支援業務はジェイアールバス関東東京支店及びジェイアールバス関東成田空港支店（ジェイアールバス東北担当のドリーム仙台・東京成田号のみ）が担当。
ジェイアールバス関東（東京支店） - 2025年3月14日より、特定日限定でドリーム仙台・東京号の運行を開始ジェイアールバス関東東京支店が担当。

### 過去の運行会社
政宗号
- ジェイアールバス関東 - 1992年に撤退。乗務員は棚倉営業所（当時）の担当であった。
- 東北急行バス - 2008年3月31日をもって共同運行を終了。翌日より「ネオスイート号」として同区間での運行を継続したが、同年6月30日の運行をもって休止。

ドリーム横浜・仙台号
- 京急観光バス - 2008年3月15日の運行をもって撤退。

ドリーム仙台・東京成田号
- 成田空港交通（2020年12月11日 〜 2025年3月31日）
  - 京成グループのバス事業の統合再編に伴い千葉交通から社名変更された京成バス千葉イーストに吸収されたため、2025年3月31日をもって会社解散。

## 運行経路
昼行便
- 仙台・新宿号、仙台・羽田号
  - 羽田空港第3ターミナル - 羽田空港（第2ターミナル→第1ターミナル） - バスタ新宿（新宿駅） - 池袋駅東口（新宿行のみ） - 王子駅前（新宿行のみ） - （王子北ランプ） - （首都高速道路） - （東北自動車道） - （仙台南IC） - JR長町駅東口 - 仙台駅東口（72番のりば）

- 仙台・東京号
  - 東京駅（乗車：八重洲南口、降車：日本橋口） - （首都高速道路） - （東北自動車道）- （仙台南IC） - 仙台駅東口（73番のりば）

夜行便
- ドリーム仙台・新宿横浜号
  - 横浜駅東口（17番のりば） - （東神奈川ランプ） - （首都高速道路） - バスタ新宿（新宿駅） - （首都高速道路） - （東北自動車道） - （仙台南IC）-　JR長町駅東口 - 仙台駅東口（73番のりば）

- ドリーム仙台・大宮新宿号
  - バスタ新宿（新宿駅） - 大宮駅西口 - （首都高速道路） - （東北自動車道） - （仙台南IC） - JR長町駅東口 - 仙台駅東口（73番のりば）

- ドリーム仙台・東京成田号
  - 成田空港（往復とも第3ターミナル→第2ターミナル→第1ターミナルの順に停車） - 東京ディズニーランド - 東京駅（乗車：八重洲南口、降車：日本橋口） - （首都高速道路） - （東北自動車道）- （仙台南IC） - JR長町駅東口 - 仙台駅東口（71番のりば）

- ドリーム仙台・東京号
  - 東京駅（乗車：八重洲南口、降車：日本橋口） - （首都高速道路） - （東北自動車道）- （仙台南IC） - JR長町駅東口 - 仙台駅東口（72番のりば）

## 運行回数
仙台・羽田号
- 昼行便1日1往復。

仙台・新宿号
- 昼行便1日4往復（うち2往復は特定日のみ運行）。

ドリーム仙台・新宿横浜号
- 夜行便1日1往復）。

ドリーム仙台・大宮新宿号
- 夜行便1日1往復。

仙台・東京号
- 昼行便1日0.5往復（下り1本 ※特定日のみ運行）

ドリーム仙台・東京成田号
- 夜行便1日1往復。

## 歴史
- 1990年（平成2年）

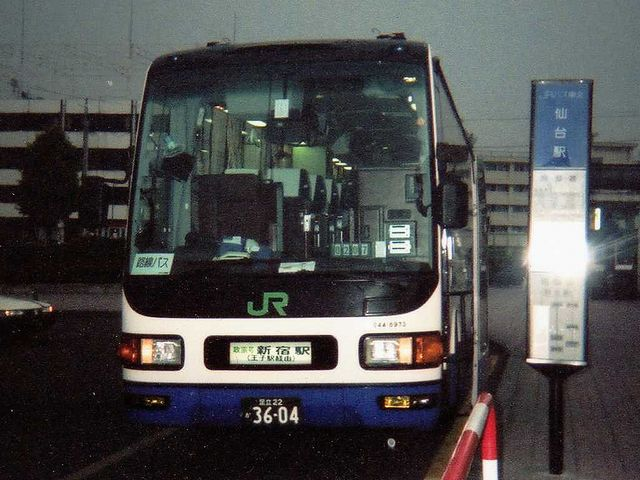
当初はJRバス関東も運行していた

  - 8月10日 - JRバス東北・JRバス関東・東北急行バスの3社で「政宗号」運行開始[18]。1日3往復。
  - 8月20日 - マルスへ収録の上、みどりの窓口での発売を開始。
- 1992年（平成4年） - JRバス関東が撤退し運行支援に回る。2社での運行となる。
- 2000年（平成12年）4月1日 - 上り便の池袋駅停車を開始。
- 2002年（平成14年）4月1日 - 1日5往復に増便。
- 2003年（平成15年）4月1日 - 夜行便「ドリーム政宗号」運行開始[19]。
- 2004年（平成16年）7月25日 - 「ドリーム政宗号」2号車を女性専用車両とし、「レディースドリーム政宗号」運行開始[6]。
- 2005年（平成17年）
  - 4月1日 - 「レディースドリーム政宗号」が独立3列シート車での運行となる。
  - 4月15日 - 「ドリームササニシキ号」運行開始。車両は4列シート（トイレ付き）。運行経路は、泉中央駅から泉IC経由であった。
  - 7月22日 - 「ドリーム政宗号」「ドリームササニシキ号」が独立3列シート車での運行となる（増発便は除く）。
  - 9月16日 - 「ドリーム横浜・仙台号」、JRバス東北・京浜急行バス（のち京急観光バスに移管）の2社で運行開始。神奈川県横浜市と宮城県を定期的に直結する初の交通機関であった。

- 2006年（平成18年）7月14日 - 「ドリームササニシキ号」に停留所追加（仙台駅東口、長町ターミナル）。これに伴い仙台南IC経由に経路変更。
- 2007年（平成19年）
  - 11月30日 - 同日の古川発便より降車場所が東京駅日本橋口となる。
  - 12月1日 - 「レディースドリーム政宗号」の運行が翌年2月29日まで金・土・日と年末年始に変更。
- 2008年（平成20年）
  - 2月29日 - この日の運行をもって「レディースドリーム政宗号」（夜行便2号車）の運行を終了。
  - 3月15日 - 「ドリーム横浜・仙台号」、この日の運行をもって京急観光バスが運行を休止、JRバス東北の単独運行となる（乗車券販売等は継続）。
  - 3月31日 - 「政宗号」、この日の運行をもって東北急行バスとの共同運行を終了。
  - 4月1日 - JRバス東北が「仙台・新宿号」（昼行）・「ドリーム政宗号」（夜行）、東北急行バスが「ネオスイート号」（昼行便）をそれぞれ独自に運行開始（「ネオスイート号」は同年6月30日まで運行）。同時に「長町ターミナル」（駅西側）から「JR長町駅東口」に停留所変更。
  - 5月12日 - この日より同年7月31日までの期間限定で、JRバス東北会社設立20周年を記念し、昼行便の大人片道運賃を3,000円に、夜行便の大人片道運賃を5,600円にそれぞれ値下げ（値下げ前の運賃は大人片道6,210円、往復（10日間有効）11,500円）。
  - 8月1日 - JRバス東北会社設立20周年キャンペーンを同年10月31日まで延長（のち2009年1月31日→同年7月31日まで再延長。ただし、金・土・日・祝日については、大人片道運賃が昼行便4,000円、夜行便5,800円となる）。
- 2009年（平成21年）8月1日 - 同日以降も「特別謝恩割引」として割引運賃を継続。
- 2010年（平成22年）12月1日 - 「仙台・新宿号」（昼行）1往復増便（増便分は夜行便と同じ独立3列シート車で運行）。あわせて同日より2011年3月17日までの期間限定で、夜行便の運賃（仙台発着）を改定（「ドリーム政宗号」は閑散期4,500円、繁忙期5,500円となる）。
- 2011年（平成23年）
  - 3月16日 - 同年3月11日に発生した東北地方太平洋沖地震の影響により運休していたが、この日より仙台発昼行便「仙台・新宿号」の運行を再開（新宿発昼行便は翌17日から）。午前発の2便のみ運行（以降順次増便）し、JR長町駅東口は通過[20]。
  - 4月1日 - 新宿発着便はこの日より通常の運行に戻る（夜行便「ドリーム政宗号」も運行を再開。4月10日まで[21] と4月28日～5月10日の特定日[22] は夜行便の運賃が大人片道5,800円となる）。ただし、JR長町駅東口は引き続き通過。
  - 4月15日 - この日よりJR長町駅東口での客扱いを再開。
  - 7月28日 - 「ドリーム横浜・仙台号」「ドリームササニシキ号」、この日の古川・仙台発の便（横浜・東京発は翌7月29日）より運行を再開。
  - 12月1日 - 「仙台・新宿号」（昼行）1往復増便（独立3列シート車で運行）。
  - 12月16日 - この日より「仙台・新宿号」（昼行）のうち1往復（上り2号、下り1号）に4列ワイドシート車を導入（下り1号は翌12月17日より）[23]。
- 2013年（平成25年）
  - 4月1日 - 「ドリームササニシキ号」、この日の出発便より大和町バスターミナルへの停車を開始、JR長町駅東口・富谷学校前・吉岡志田町の各停留所を廃止。あわせて運賃を改定、往復割引を廃止。
  - 8月1日 - 運賃を昼行便3段階（S期間・A期間・B期間）、夜行便4段階（S期間・A期間・B期間・C期間）に改訂[24]。
  - 12月1日 - 運賃改訂。昼行便は各期間とも500円、夜行便は200円～300円の値上げ。
- 2014年（平成26年）
  - 4月1日 - 「仙台・新宿号」（昼行）、「ドリーム政宗号」（夜行）各1往復ずつ増便。いずれも独立3列シート車で運行[25]。
  - 10月6日 - この日より同年11月30日までの予定で、昼行便「仙台・新宿号」1往復と夜行便「ドリーム政宗号」1往復が週末等のみの運行に変更[26]。
- 2016年（平成28年）
  - 3月31日 - この日出発分をもって、各路線ともみどりの窓口での乗車券発売を終了（取扱いは同日乗車分まで）[27]。
  - 4月4日 - 「仙台・新宿号」「ドリーム政宗号」、新宿駅の発着場所をバスタ新宿に変更[28]。また、東京駅発着の「仙台・東京号」（週末等運行）の運行を開始[12]。
  - 10月1日 - この日の出発便より各系統の路線名称を統合[29]。
- 2019年（平成31年・令和元年）
  - 4月1日 - この日の出発便より「仙台・品川横浜号」の品川バスターミナル停車を廃止、東京駅停車に変更。これにより路線名を「仙台・東京横浜号」に変更[30]。
  - 4月16日 - 仙台 - 東京ディズニーランド・成田空港線（常磐自動車道経由）夜行高速バスを運行開始。成田空港交通と共同運行。
  - 6月21日 - 運賃改定。
- 2020年（令和2年）

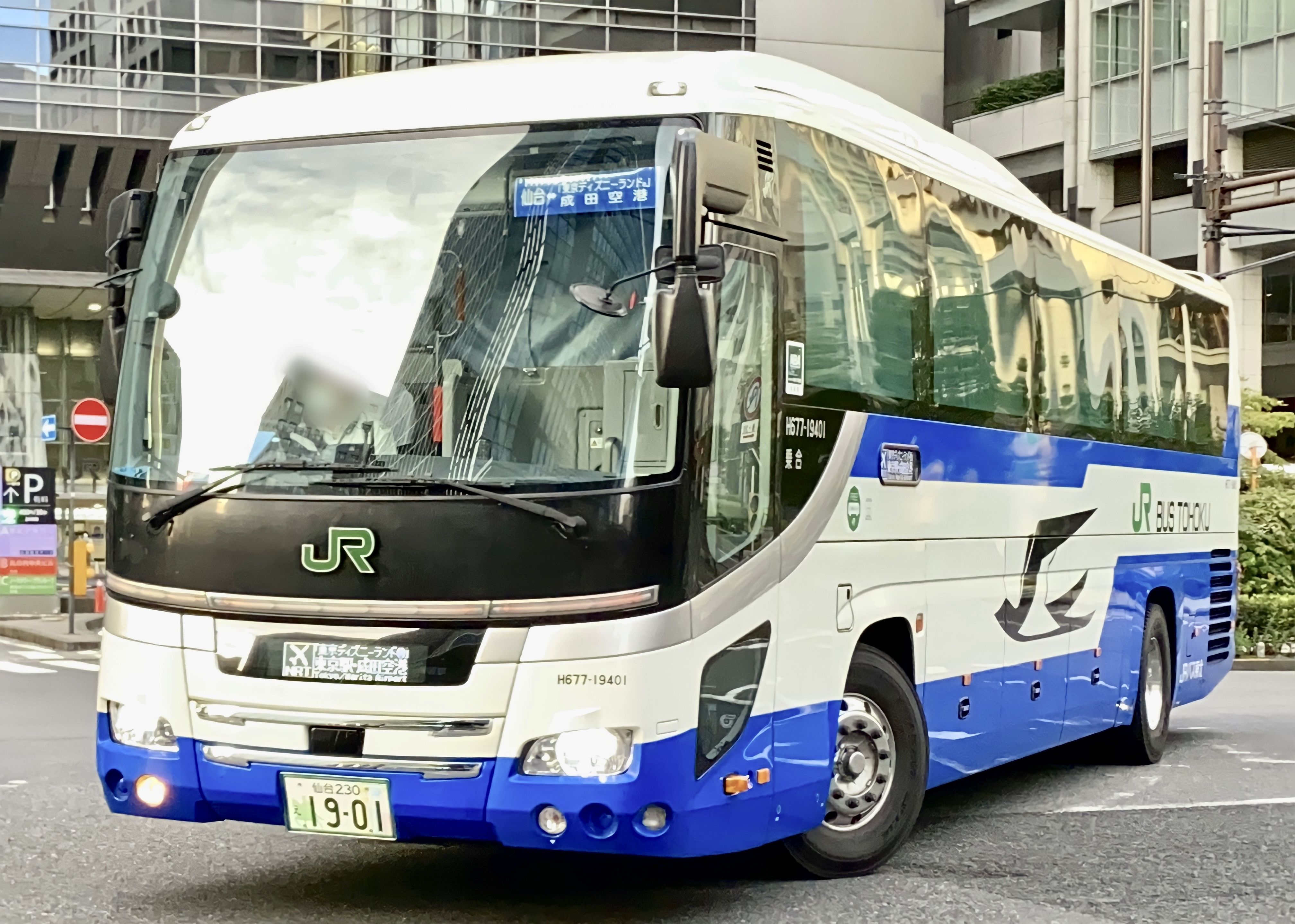
ドリーム仙台・東京成田号（JRバス東北）

- - 3月29日 - 昼行便「仙台・新宿号」の一部便を「仙台・羽田号」として羽田空港に延伸[2]。夜行便に「ドリーム号」の愛称が復活[3]。また、新型コロナウイルスの影響に伴い、「仙台・東京横浜号」が運休となり、「ドリーム仙台・新宿号」の1往復（毎日運行便）を横浜駅に延伸（同年5月1日より「ドリーム仙台・新宿横浜号」と改称）[31]。
  - 4月8日 - 新型コロナウイルスの影響により、この日より同年4月30日出発便まで、昼行便「仙台・新宿号」[32] と夜行便「ドリーム古川仙台・東京号」が運休[33]。
  - 5月11日 - この日より当面の間、昼行便「仙台・羽田号」と夜行便「ドリーム仙台・新宿横浜号」を除く全便が運休となる[34]。
  - 5月21日 - 昼行便「仙台・新宿号」の1往復（4号・5号。下り5号は翌5月22日出発便より）と夜行便「ドリーム仙台・新宿号」の1往復（14号・17号。週末等運行便）が運行を再開[35]。
  - 6月4日 - 昼行便「仙台・新宿号」の1往復（8号・9号。下り9号は翌6月5日出発便より）がこの日より運行再開[36]。
  - 8月28日 - 9月13日 - 昼行便「仙台・新宿号」の1往復（8号・9号。下り9号は翌8月29日 - 9月14日）が運休[37][38]。
  - 8月31日 - 9月12日 - 昼行便「仙台・新宿号」の1往復（4号・5号。下り5号は翌9月1日 - 9月13日）が運休[37][39]。
  - 9月4日 - 夜行便「ドリーム仙台・新宿号」の1往復（14号・17号 ※週末等運行便）がこの日の出発便より当面の間運休[40]。
  - 9月13日 - 昼行便「仙台・新宿号」の3往復（上り4号・8号・12号。下り5・9・13号は翌9月14日出発便より）が運行を再開（12号・13号は毎日運行として再開）[41][40]。
  - 12月1日 - 夜行便「ドリーム古川仙台・東京号」が新宿駅発着の「ドリーム古川仙台・新宿号」となる。仙台 - 東京ディズニーランド・成田空港線が東京駅経由の「ドリーム仙台・東京成田号」として運行を再開（成田空港交通の運行再開は同年12月11日成田空港出発便より。それまでは全便ジェイアールバス東北が運行[16]）[42]。

- 2021年（令和3年）

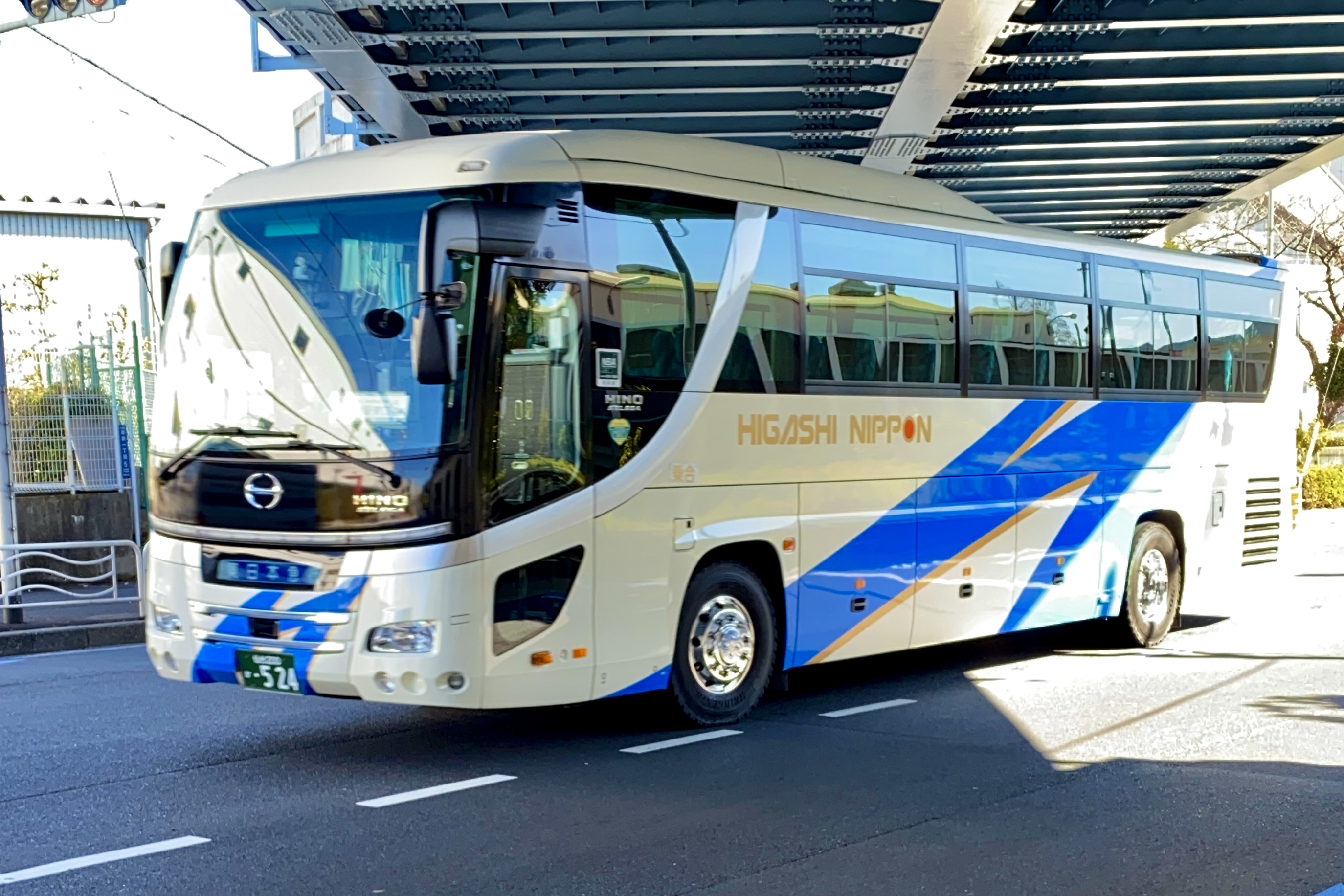
東北新幹線不通時に代行輸送を担当した東日本急行（2021年2月19日撮影）

- - 1月13日 - 昼行便「仙台・新宿号」（3往復）がこの日より当面の間運休[43]。
  - 1月18日 - 夜行便「ドリーム古川仙台・新宿号」がこの日の古川発の便より当面の間運休[44]。
  - 2月8日 - 昼行便「仙台・新宿号」（1往復）と夜行便「ドリーム古川仙台・新宿号」がこの日の古川・仙台発の便より（首都圏発は翌2月9日より）運行を再開[45]。
  - 2月14日 - 前日（2月13日）夜に発生した福島県沖地震の影響により東北新幹線が不通になったため、この日より同年2月23日まで臨時便（1日最大31便）を運行。臨時便はジェイアールバス関東、ジェイアールバステック、成田空港交通、東日本急行も運行に加わった[46]。
  - 10月1日 - 「ドリーム古川仙台・新宿号」が大宮駅経由に変更となり、新たに「ドリーム仙台・大宮新宿号」となり、王子駅及び池袋駅は通過となる[47]。
- 2022年（令和4年）3月17日 - 前日（3月16日）深夜に発生した福島県沖地震の影響により東北新幹線が不通になったため、この日より新幹線復旧まで臨時便を運行[48][49]。臨時便はジェイアールバス関東、ジェイアールバステック、成田空港交通、東日本急行、山交バスも運行に加わった[50]。

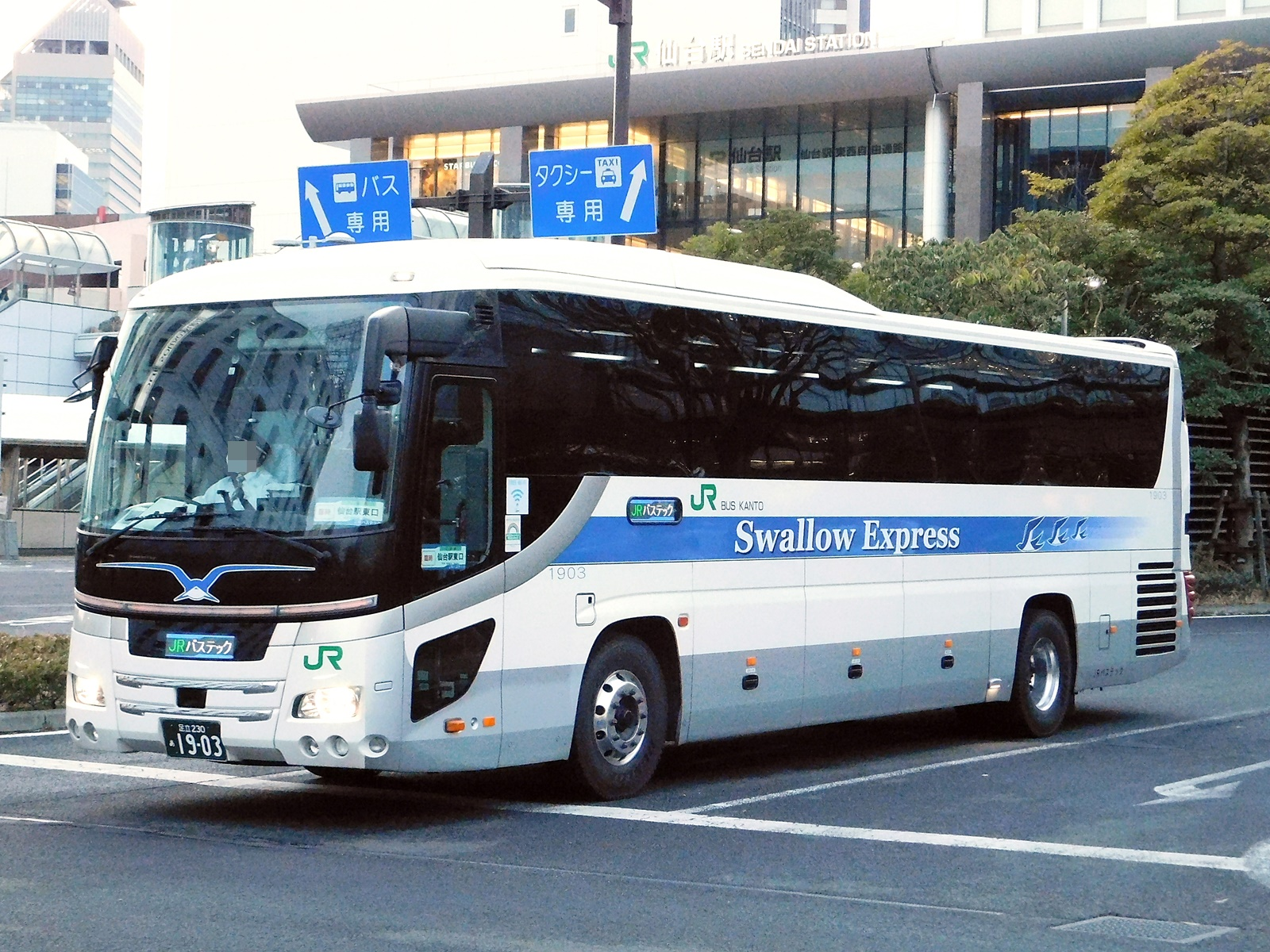
臨時便として仙台駅東口に到着したジェイアールバステック（2022年3月31日撮影）

- 2023年（令和5年）6月1日 - 「仙台・羽田号」のうち1往復をバスタ新宿発着（「仙台・新宿号」）に変更[51]。
- 2024年（令和6年）
  - 3月31日 - この日の運行をもって、「ドリーム仙台・大宮新宿号」の古川 - 仙台間を廃止[52]。
  - 5月8日 - この日より同年7月11日（いずれも仙台発上り便。新宿発下り便は翌日）まで、昼行便1往復を金土日月曜日の運行（新宿発下り便は土日月火曜日）とする[53]。
- 2025年（令和7年）

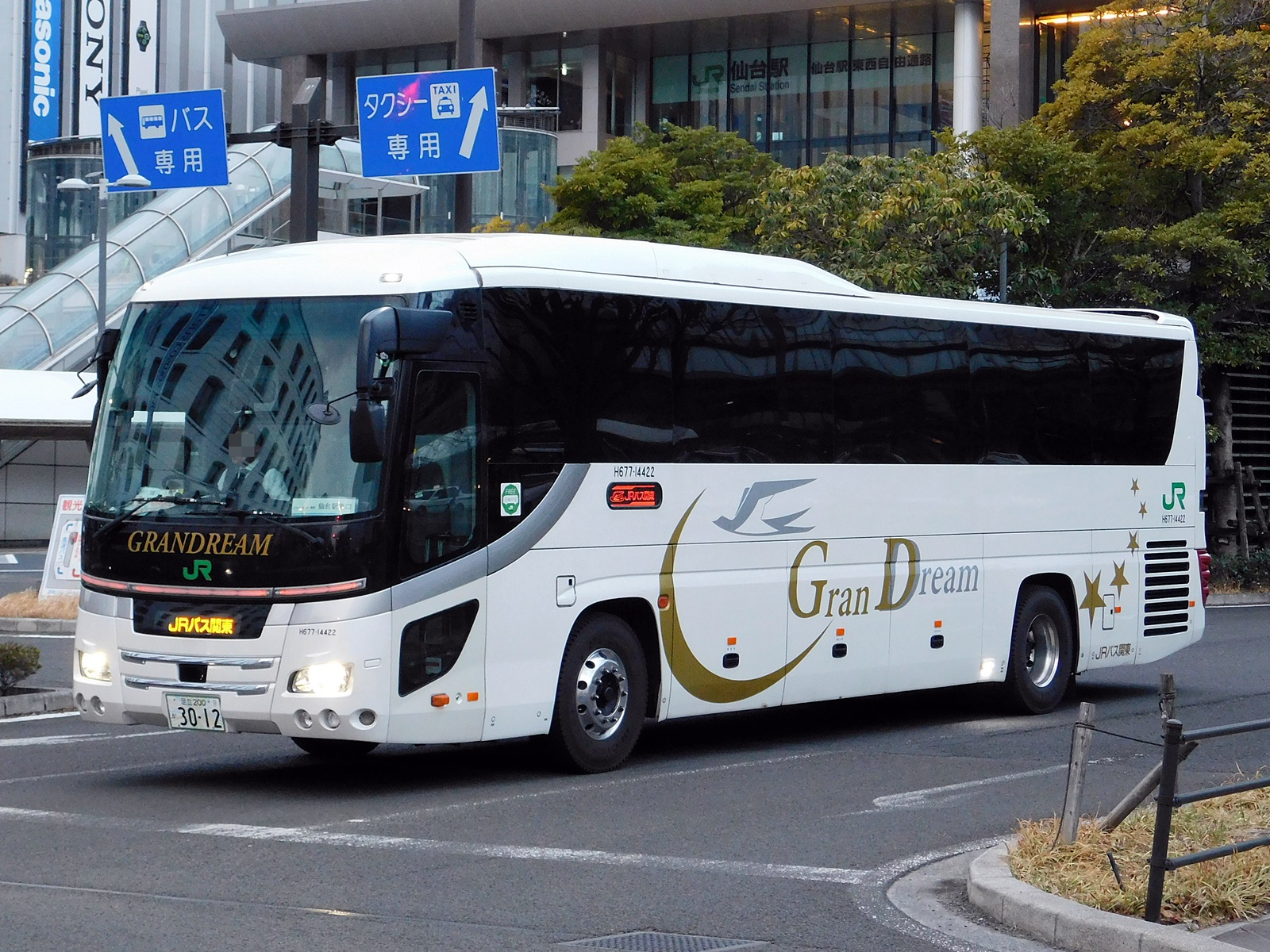
臨時便「ドリーム仙台・東京83号」として仙台駅東口に到着したジェイアールバス関東（2025年3月15日撮影）

- - 3月14日〜3月16日 - セキスイハイムスーパーアリーナでの『Travis Japan』全国アリーナツアー開催に合わせて、臨時便「ドリーム仙台・東京83/84号」（東京発は3月14・15日/仙台発は3月15・16日）をジェイアールバス関東担当にて運行[54]
  - 4月1日 - 京成グループのバス事業再編により、成田空港交通が京成バス千葉イーストに統合され京成バス千葉イースト成田空港営業所となる[17]。
  - 4月4日〜4月6日 - セキスイハイムスーパーアリーナでの『Aぇ! group』の全国アリーナツアー開催に合わせて、臨時便「ドリーム仙台・東京83/84号」（東京発は4月4・5日/仙台発は4月5・6日）をジェイアールバス関東担当にて運行[55]。
  - 4月11日〜4月13日 - セキスイハイムスーパーアリーナでの『WEST. 』の全国アリーナツアー開催に合わせて、臨時便「ドリーム仙台・東京83/84号」（東京発は4月11・12日/仙台発は4月12・13日）をジェイアールバス関東担当にて運行[55]。
  - 7月25日〜7月27日 - セキスイハイムスーパーアリーナでの『Kis-My-Ft2』の全国アリーナツアー開催に合わせて、バンホール・アストロメガを使用した臨時便「ドリーム仙台・東京83/84号」（東京発は7月25・26日/仙台発は7月26・27日）をジェイアールバス関東担当にて運行[56][57]。
  - 8月1日〜8月2日 - バンホール・アストロメガを使用した臨時便「ドリーム仙台・東京83/84号」（東京発は8月1日/仙台発は8月2日）をジェイアールバス関東担当にて運行[58]。
  - 8月10日〜8月11日 - バンホール・アストロメガを使用した臨時便「ドリーム仙台・東京83/84号」（東京発は8月10日/仙台発は8月11日）をジェイアールバス関東担当にて運行[58]。
  - 8月15日〜8月17日 - セキスイハイムスーパーアリーナでの『timelesz』の全国アリーナツアー開催に合わせて、バンホール・アストロメガを使用した臨時便「ドリーム仙台・東京83/84号」（東京発は8月15・16日/仙台発は8月16・17日）をジェイアールバス関東担当にて運行[58]。
  - 8月29日〜8月31日 - セキスイハイムスーパーアリーナでの『なにわ男子』の全国アリーナツアー開催に合わせて、バンホール・アストロメガを使用した臨時便「ドリーム仙台・東京83/84号」（東京発は8月29・30日/仙台発は8月30・31日）をジェイアールバス関東担当にて運行[58]。

## 使用車両
- 原則として、化粧室付き独立3列シート車が使用される。
- 繁忙期の臨時便および2号車以降は化粧室付き4列シート車（40人乗りハイデッカー車）が使用される場合もある。
  - なお、「政宗号」の運行開始から2001年頃までは各社とも34人乗りスーパーハイデッカー車で運行していた。
- 2004年7月25日～2008年2月29日まで夜行便の2号車は女性専用車（レディースドリーム政宗号）として運行されていた。運行日は以下の通り。
  - 運行開始～2007年11月30日：毎日運行
  - 2007年12月1日～2008年2月29日：金土日祝および年末年始に限り運行

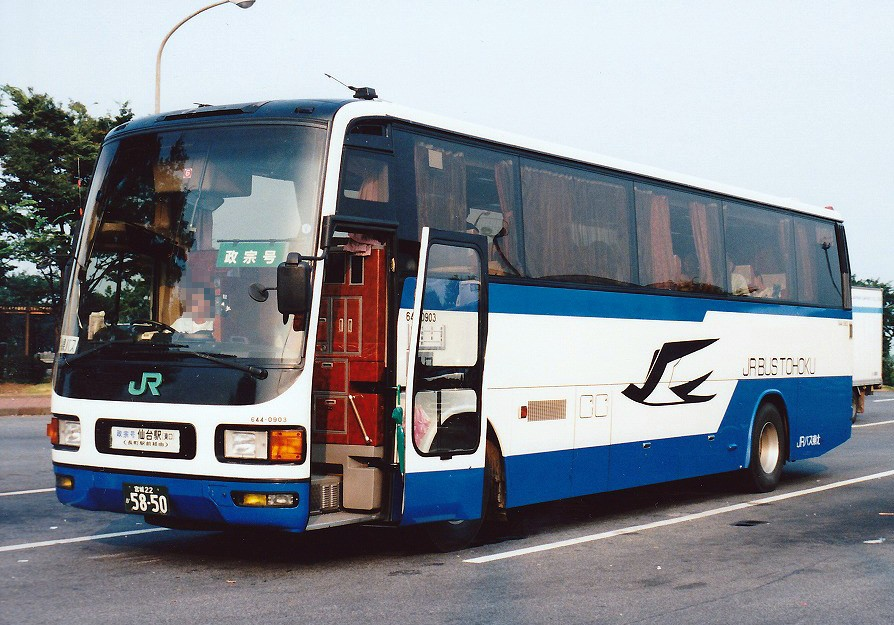
政宗号（JRバス東北の運行開始当時の車両）
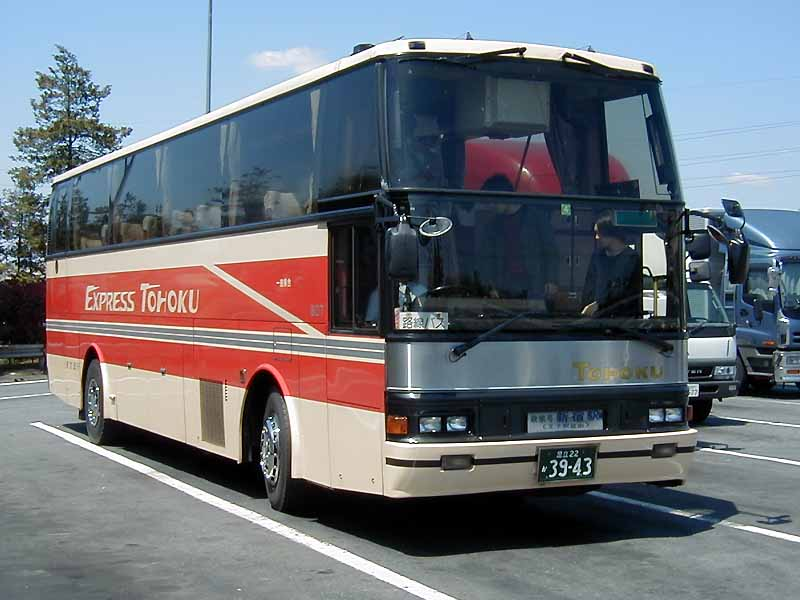
政宗号（東北急行バスの運行当時の車両）
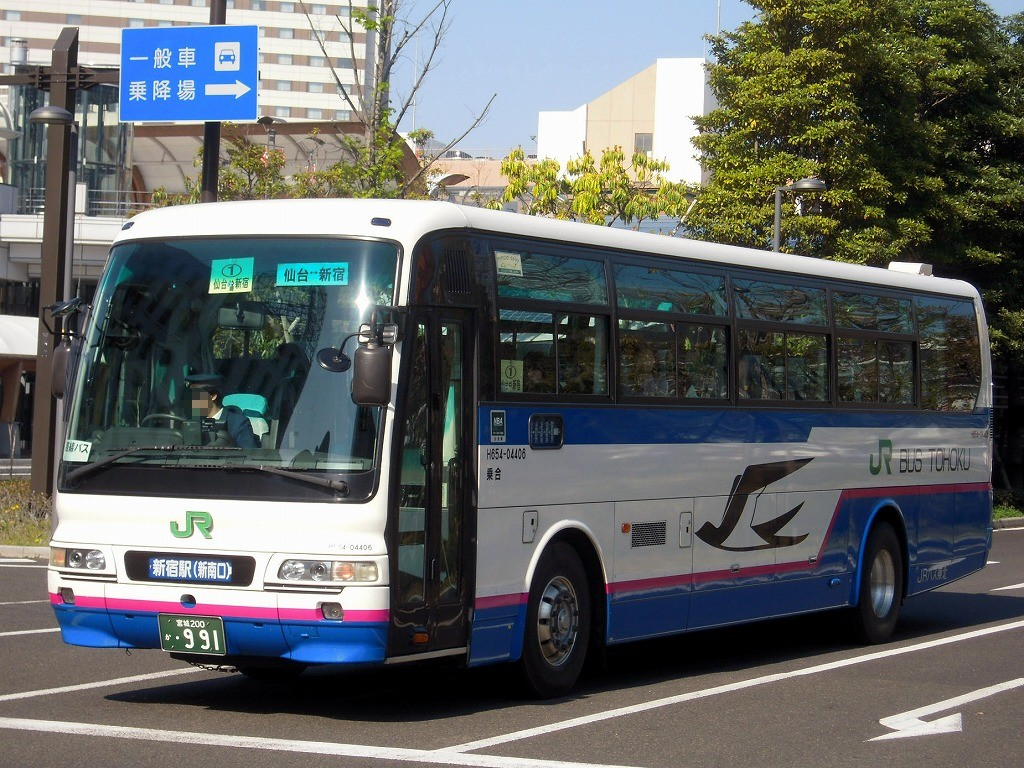
仙台・新宿号 ※元・レディースシート車
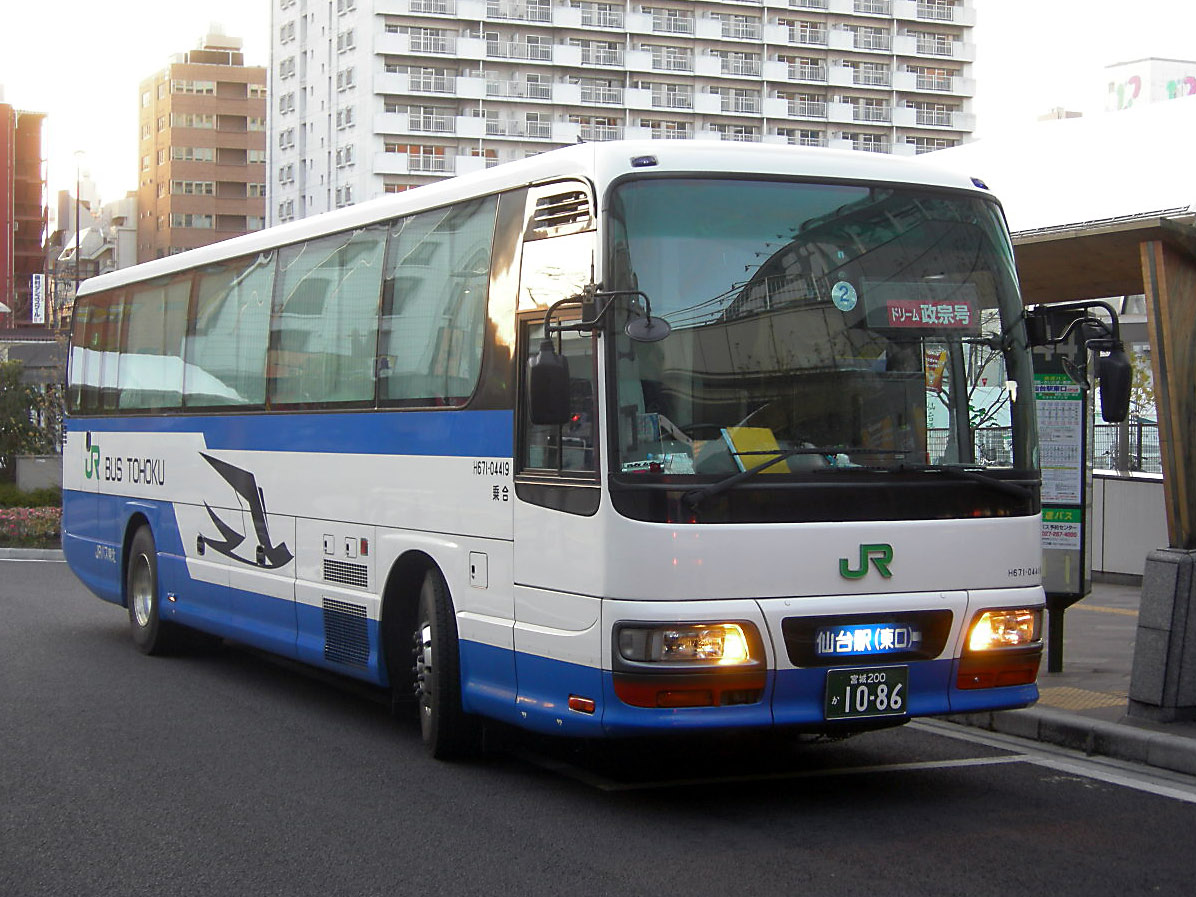
ドリーム政宗号（3列シート化の際に導入されたいすゞ・ガーラ）
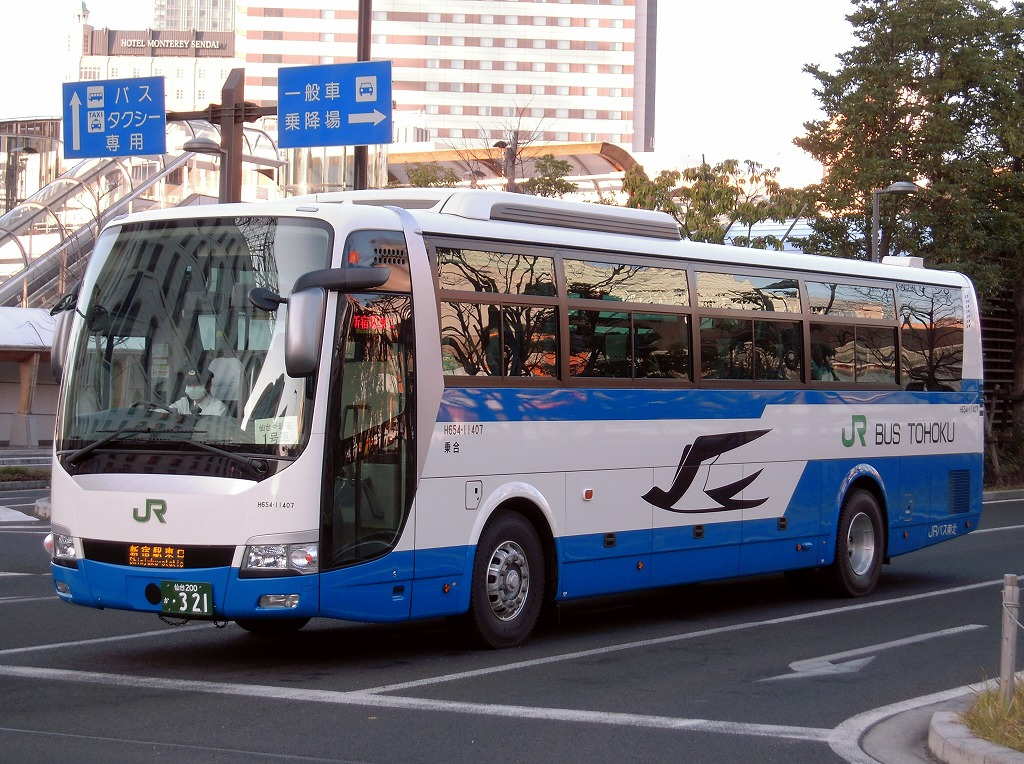
仙台・新宿号（4列ワイドシート車。現在は主に他の系統で運用されている）
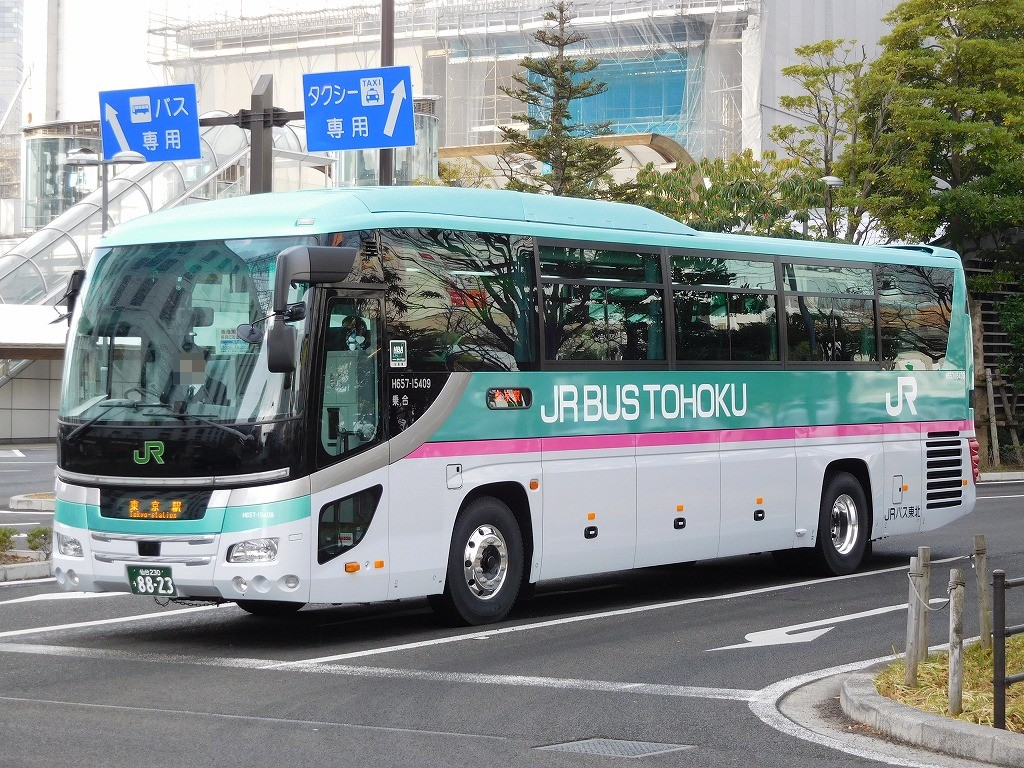
かつては「はやぶさカラーバス」も充当されていた（画像は2015年12月に運行された仙台 - 東京線）
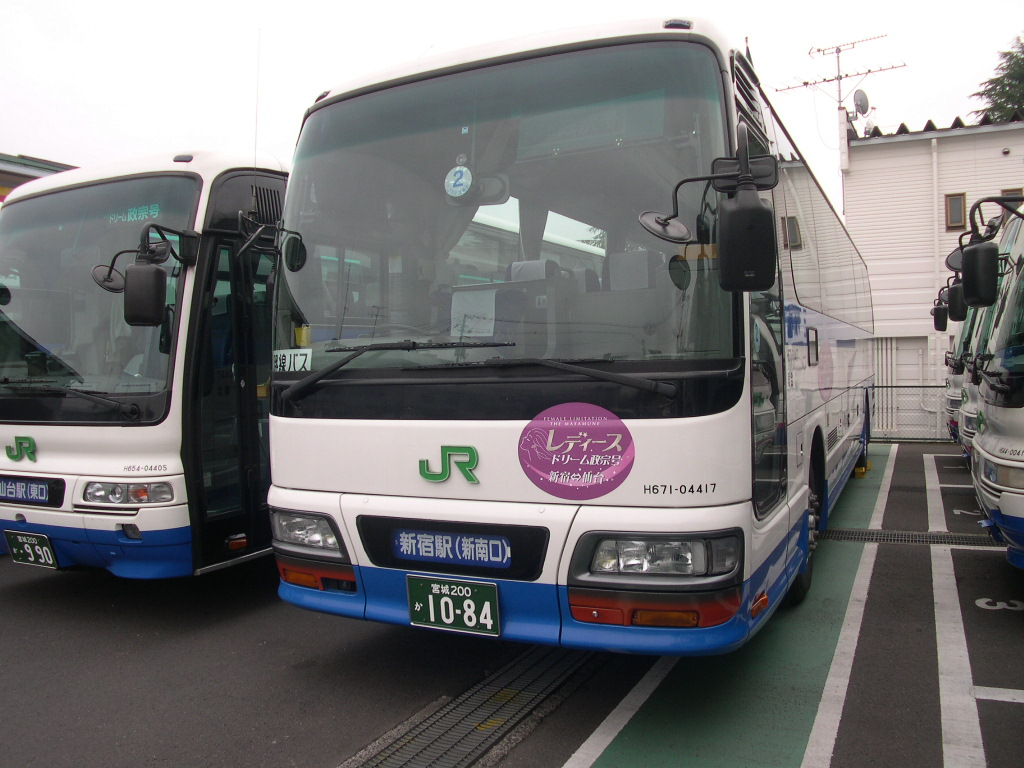
「レディースドリーム政宗号」のマーク

## 利用状況
政宗号（仙台 - 新宿）
| 年度                 | 運行日数 | 運行便数 | 年間輸送人員 | 1日平均人員 | 1便平均人員 |
| 2002年（平成14年）度 | 365      | 3,852    | 79,584       | 218.0       | 20.7        |
| 2003年（平成15年）度 | 366      | 4,956    | 122,165      | 333.8       | 24.6        |
| 2004年（平成16年）度 | 365      | 5,490    | 127,417      | 349.1       | 23.2        |
| 2005年（平成17年）度 | 365      | 5,731    | 109,092      | 298.9       | 19.0        |
| 2006年（平成18年）度 | 365      | 5,542    | 89,462       | 245.1       | 16.1        |
| 2007年（平成19年）度 | 366      | 5,232    | 65,571       | 179.2       | 12.5        |

うち昼行便（2006年度より）
| 年度                 | 運行日数 | 運行便数 | 年間輸送人員 | 1日平均人員 | 1便平均人員 |
| 2006年（平成18年）度 | 365      | 3,678    | 54,704       | 149.9       | 14.9        |
| 2007年（平成19年）度 | 366      | 3,674    | 40,148       | 109.7       | 10.9        |

うち夜行便（2006年度より）
| 年度                 | 運行日数 | 運行便数 | 年間輸送人員 | 1日平均人員 | 1便平均人員 |
| 2006年（平成18年）度 | 365      | 1,864    | 34,758       | 95.2        | 18.6        |
| 2007年（平成19年）度 | 366      | 1,558    | 25,423       | 69.5        | 16.3        |

ドリームササニシキ号
| 年度                 | 運行日数 | 運行便数 | 年間輸送人員 | 1日平均人員 | 1便平均人員 |
| -------------------- | -------- | -------- | ------------ | ----------- | ----------- |
| 2005年（平成17年）度 | 351      | 774      | 12,173       | 34.7        | 16.4        |
| 2006年（平成18年）度 | 365      | 815      | 14,600       | 40.0        | 17.9        |
| 2007年（平成19年）度 | 366      | 825      | 15,196       | 41.5        | 18.4        |